# ŠK Herceg Novi 1949
ŠK Herceg Novi 1949 – czarnogórski klub szachowy z siedzibą w Hercegu Novim.

## Historia
Klub został założony 10 marca 1949 roku, a pierwszym prezesem został Todor Kilibarda. W 1954 roku klub zorganizował symultanę z udziałem Borislava Kosticia. W latach 1955–1965 nastąpił odpływ członków i spadek aktywności klubu. W drugiej połowie lat 60. nastąpiło wzmocnienie składu, a liczebność klubu wynosiła 80 członków. W tym okresie zorganizowano symultany z Wiktorem Korcznojem i Svetozarem Gligoriciem. W 1969 roku ŠK Herceg Novi po raz pierwszy zorganizował indywidualne mistrzostwa Czarnogóry. Rok później skład drużyny wzmocnili m.in. Božidar Ivanović, Vladimir Lukšić, Raša Marojević i Miho Karas, którzy stanowili o sile drużyny do 1972 roku. W latach 1971–1972 klub, grający wówczas na trzecim poziomie rozgrywek Jugosławii, zdobywał mistrzostwo Czarnogóry. Ponadto w latach 1971–1972 Ivanović jako jedyny szachista w historii ŠK Herceg Novi został indywidualnym mistrzem Czarnogóry. W roku 1983 klub zorganizował turniej arcymistrzowski, który wygrał Garri Kasparow przed Wiktorem Korcznojem i Michaiłem Talem, był także współorganizatorem indywidualnych mistrzostw Jugosławii. W 1995 roku klub zdobył trzecie mistrzostwo Czarnogóry, zaś w 1998 roku grał w II lidze jugosłowiańskiej. W tym okresie zawodnikami klubu byli m.in. Georgi Tringow, Slavko Cicak i Zoran Runić. W latach 2000, 2001 i 2005 ŠK Herceg Novi zdobył kolejne tytuły mistrza Czarnogóry. Po utworzeniu Premijer ligi Crne Gore zespół zajął w niej trzecie miejsce w latach 2006–2007. W tym okresie kadrę klubu stanowili m.in. Miodrag Savić, Nikołaj Czadajew i Goran Arsović. W 2011 roku klub spadł z ligi. Rok później ŠK Herceg Novi awansował do Premijer ligi. W sezonie 2014 nastąpił ponowny spadek. W 2020 roku zespół wrócił na najwyższy poziom rozgrywek. W 2024 roku klub zajął drugie miejsce w mistrzostwach Czarnogóry. Kadrę zespołu stanowili wtedy m.in. Ivan Šarić, Pawieł Anisimow, Artiom Iljin, Dragiša Blagojević i Nebojša Nikčević.

## Arcymistrzowie w historii klubu
- Pawieł Anisimow[20]
- Dragiša Blagojević[21]
- Branko Damljanović[22]
- Artiom Iljin[19]
- Nebojša Nikčević[23]
- Ivan Šarić[23]
- Miodrag Savić[24]
- Georgi Tringow[6]